# Incapacité permanente en France
L'incapacité permanente est définie en France, comme la perte définitive, partielle ou totale de la capacité à travailler, à la suite d'une maladie professionnelle ou d'un accident du travail.
En cas d'incapacité permanente est prévu le versement d'une rente et/ou d'une indemnité en capital, en fonction du taux d’incapacité (permanente).

## Calcul du taux d'incapacité permanente
Dès consolidation, la personne est convoquée auprès du contrôle médical de sa caisse d'Assurance Maladie, pour y être examinée par un médecin conseil.
Ce dernier propose un taux d'incapacité permanente.
Grâce à cela, la caisse d'Assurance Maladie détermine ce taux en fonction des critères médicaux et professionnels suivants :
- la nature de l'infirmité
- l'état général
- l'âge
- les aptitudes et qualifications professionnelles

et en tenant compte du barème indicatif d'invalidité en accidents du travail du Code de la Sécurité sociale.
La caisse d'Assurance Maladie informera la victime du taux d'incapacité permanente, par une lettre recommandée avec accusé de réception. L'employeur est également informé.
La contestation de cette décision auprès du Tribunal du contentieux de l'incapacité (T.C.I.) est possible pendant deux mois.

## Pour en bénéficier
La victime doit être :
- assujettie au régime de réparation des Accidents du Travail et des Maladies Professionnelles
- atteinte d'une incapacité permanente supérieure à 5 %, à la suite d'un accident du travail ou d'une maladie professionnelle, préalablement déclarée à la Caisse

## Particularité
- Cette rente n'est pas une retraite et est viagère. Toutefois, la personne peut demander que cette rente soit réversible, et il faut en faire la demande. Dans ce cas la rente est diminuée, et en conséquence aussi, la majoration pour tierce personne (qui est spécifique aux accidentés du travail) sera diminuée (puisqu'elle est de 40 % de la rente).
- Important : la personne doit faire une demande de retraite qui est totalement indépendante de la rente. Cette retraite sera réversible au conjoint survivant.

## L'indemnité en capital forfaitaire
Si le taux d'incapacité permanente est inférieur à 10 %, droit à une indemnité en capital.

## La rente
Si le taux d'incapacité permanente est supérieur à 10 %, ce n'est plus une indemnité qui  sera versée, mais une rente.
Si le taux d'incapacité est compris entre 10 et 50 %, la rente d'incapacité permanente sera versée chaque trimestre. Si le taux d'incapacité est supérieur ou égal à 50 %, la rente versée chaque mois. Elle est exonérée de la C.S.G. et de la C.R.D.S. et non soumise à l'impôt sur le revenu. Elle est viagère.

## Tierce personne
Si le taux est égal ou supérieur à 80 % : la rente est majorée de 40 % si la personne est dans   l'obligation d'avoir recours à une tierce personne.
- Attention, c'est un cas particulier des accidentés du travail (c'est très mal connu, d'où les difficultés) : C'est une Majoration pour tierce personne (MTP), qui a pour particularité d'être viagère, contrairement à la PCH (Prestation de Compensation du Handicap) {anciennement ACTP, Allocation Compensatrice pour Tierce Personne}, qui change de nom et d'affectation, à 60 ans.

- Suspension temporaire, de cette allocation, en fonction de la durée d'hospitalisation si celle-ci se prolonge[1],[2].

## Protéger le conjoint
Cette rente n'étant pas une retraite, il est toutefois possible, sur demande (ce n'est pas automatique), de :
- faire un rachat partiel de cette rente
- transformer en rente viagère, cette rente au profit du conjoint
- la troisième possibilité permet de cumuler les deux options précédentes. Capital + réversion.

Pour ce dernier cas, le calcul se fait d'abord sur le rachat partiel (capital), puis avec cette nouvelle rente (elle est diminuée en compensation), elle est de nouveau diminuée pour la partie réversion (c'est peu et très mal connu).